# Ilza Amado Vaz
Ilza María dos Santos Amado Vaz es una política y jurista santotomense que se desempeñó como primera ministra de Santo Tomé y Príncipe del 9 al 12 de enero de 2025. Anteriormente ministra de Justicia, renunció al cargo de primera ministra después de sólo tres días en el cargo.

## Biografía
Originaria de Santo Tomé y Príncipe, Amado Vaz asistió a la Universidade de Ciências Sociais (Universidad de Ciencias Sociales) en Toulouse, Francia, donde se graduó en derecho. Se convirtió en abogada, jurista y consultora jurídica, y se desempeñó como Directora de Aduanas en Santo Tomé de 1999 a 2016. También trabajó como profesora y enseñó en la Universidade Lusíada de Santo Tomé.
También estuvo involucrada en la política, siendo miembro del partido Acción Democrática Independiente (ADI). En 2014, fue nombrada ministra de Justicia en el gobierno de Patrice Trovoada. Ocupó el cargo hasta 2018, pero posteriormente recuperó el puesto, bajo el título de ministra de Justicia, Función Pública y Derechos Humanos, que ejercería hasta 2024.
El 6 de enero de 2025, el presidente Carlos Vila Nova disolvió el gobierno del primer ministro Trovoada, por una «notable incapacidad para resolver los numerosos desafíos del país», y ordenó al partido ADI presentar candidatos a primer ministro en un plazo de 72 horas. El 9 de enero, Vila Nova eligió a Amado Vaz como próxima primera ministra, tras rechazar a un candidato anterior. Sin embargo, apenas tres días después, el 12 de enero, anunció su dimisión del cargo. Dimitió debido a que su propuesta de gabinete se hizo pública prematuramente, afirmando que su permanencia en el cargo «no contribuiría al éxito de las políticas públicas ni al desarrollo armonioso y pacífico de Santo Tomé y Príncipe».